# U 123 (Kriegsmarine)
De U 123 was een Duitse U-boot van de IXB-klasse van de Kriegsmarine tijdens de Tweede Wereldoorlog. Na de oorlog werd hij door de Franse marine ingezet als Blaison Q165. De U 123 is vooral bekend door zijn deelname aan Operatie Paukenschlag. Deze operatie was de eerste aanval door Duitse U-boten op geallieerde schepen in Amerikaanse wateren. De U 123 vernietigde toen onder commando van Korvettenkapitän Reinhard Hardegen meer dan 100.000 ton.

## Tweede Wereldoorlog
U 123 werd in mei 1940 in dienst genomen, onder commando van Kapitänleutnant Karl-Heinz Moehle. Moehle werd op 19 mei 1941 opgevolgd door Kapitänleutnant Reinhard Hardegen. Na hem voerde zijn eerste officier, Oberleutnant zur See Horst von Schroeter, het commando over de boot.
De U 123 ondernam van 1940 tot 1944 in totaal twaalf oorlogspatrouilles waarbij 45 schepen tot zinken werden gebracht (227.174 ton) en zes schepen beschadigd werden (53.568 ton).

### Commandanten
- 30 mei, 1940 - 19 mei, 1941: Kapitein-luitenant-ter-zee Karl-Heinz Moehle (Ridderkruis)
- 19 mei, 1941 - 31 jul, 1942: Korvetkapitein Reinhard Hardegen (Ridderkruis met Eikenloof)
- 1 aug, 1942 - 17 jun, 1944: Oberleutnant-zur-See Horst von Schroeter (Ridderkruis)

### Operatie Paukenschlag
U 123 (onder commando van Hardegen) maakte deel uit van de eerste vijf U-boten die na de oorlogsverklaring door de Verenigde Staten (7 december 1941) de opdracht kregen van Admiraal Dönitz om geallieerde schepen tot zinken te brengen bij de Oostkust van de Verenigde Staten. De naam voor deze operatie was Operatie Paukenschlag. Door de combinatie van de Duitse ervaring in oorlogsvoering met onderzeeërs en het algehele onvoorbereid zijn van de Amerikaanse strijdkrachten in de eigen wateren, was Operatie Paukenschlag een groot succes. U 123 ondernam twee patrouilles langs de Amerikaanse kust en bracht daarbij acht vrachtschepen van in totaal 53.000 ton tot zinken. Tot grote tevredenheid van Dönitz, maakte Hardegen hiervoor maximaal gebruik van zowel zijn torpedo's als het kanon en luchtafweergeschut op het dek van de U 123.
Hardegen zelf schatte in dat hij een tonnage van 66.125 tot zinken had gebracht. Na zijn terugkeer in februari 1942 ontving hij het Ridderkruis.
In maart 1942 ondernam de U 123 onder commando van Hardegen een tweede patrouille langs de Amerikaanse kust. Hierbij bracht hij 52.336 ton tot zinken in de Caribische Zee. Bij terugkomst ontving hij het Eikenloof bij zijn Ridderkruis. Het bevel van de U 123 ging over naar Hardegen's eerste officier, Oberleutnant zur See Horst von Schroeter.

### Slachtoffers op deU 123zelf
17 november 1940: De U 123 verloor een matroos (Mechanikergefreiter-korporaal) Fritz Pfeifer. Hij sloeg tijdens een storm overboord.
22 maart 1942: U 123 torpedeerde een ogenschijnlijk weerloos vrachtschip nabij de Oostkust van de Verenigde Staten. Toen de bemanning van boord ging, kwam de U 123 naar het oppervlak om het vrachtschip met kanonschoten tot zinken te brengen. Het bleek echter om het Amerikaanse Q-schip (een lokschip tegen U-boten) USS Atik (AK-101) te gaan. Atik opende het vuur op de U 123 waarbij een bemanningslid van de U 123 ernstig gewond raakte en enkele uren later aan zijn verwondingen overleed. De U 123 dook vervolgens en bracht de Atik alsnog tot zinken met een torpedo.
7 november 1943: De U 123 werd aangevallen door een De Havilland Mosquito-bommenwerper van het 618e squadron. Er werd een man gedood en twee andere matrozen verwond.

### Einde van de oorlog
De U 123 werd op 17 juni 1944 uit dienst genomen en samen met de U 129 in de haven van Lorient tot zinken gebracht op 19 augustus 1944.

## Na de oorlog
In 1945, na de Duitse capitulatie, slaagde de Franse marine erin om de U 123 te lichten en te herstellen. Hij werd opnieuw in dienst genomen, als de Franse onderzeeër Blaison (Q165). Blaison deed dienst tot 18 augustus 1959 en werd vervolgens gesloopt.